# Tema de Luke
El Tema de Luke (También llamado Tema de La Guerra de las Galaxias o solo Tema de Star Wars) es un sencillo instrumental del año 1977 compuesto y dirigido por John Williams. Es el tema musical principal de La guerra de las galaxias. Fue interpretada por la Orquesta Sinfónica de Londres. La pista se convirtió en un éxito en los Estados Unidos (# 10) y Canadá (# 13) durante el otoño de ese año. La composición se inspira en la partitura de Erich Wolfgang Korngold para la película de 1942 "Kings Row".
El lado B presentó la partitura original de la película, llamada Banda de cantina.
El tema de Luke fue el menor de los dos éxitos con música de Star Wars. La versión disco de Meco del "Tema de Banda de cantina" alcanzó el número uno simultáneamente con la lista de éxitos de la versión original de Williams.

## Gráficos
| Gráfico (1977)                  | Mejor posición |
| ------------------------------- | -------------- |
| Australia (Kent Music Report)   | 67             |
| Canadian RPM Top Singles        | 13             |
| Canadian RPM Adult Contemporary | 7              |
| US Billboard Hot 100            | 10             |
| US Billboard Adult Contemporary | 4              |
| US Cash Box Top 100             | 18             |

| Gráficos (1977)                   | Puesto |
| --------------------------------- | ------ |
| Canada RPM Top Singles            | 189    |
| US Billboard Hot 100              | 99     |
| US Adult Contemporary (Billboard) | 44     |

## Portada de Patrick Gleeson
El tema principal del título de Star Wars fue cubierto por Patrick Gleeson un mes después del lanzamiento de la actuación de la London Symphony Orchestra. Su versión fue lanzada en Francia.